# Доња Превија
Доња Превија је насељено мјесто у општини Рибник, Република Српска, БиХ. Према попису становништва из 1991. у насељу је живјело 387/386 становника.

## Становништво
| Националност       | 1991. | 1981. | 1971. | 1961. |
| Срби               | 385   | 289   | 225   | 217   |
| Југословени        |       | 9     |       | 1     |
| Хрвати             | 2     | 1     | 1     |       |
| Црногорци          |       |       | 1     | 1     |
| остали и непознато |       |       |       |       |
| Укупно             | 387   | 299   | 227   | 219   |

| Демографија | Демографија | Демографија |
| Година      | Становника  | Становника  |
| ----------- | ----------- | ----------- |
| 1961.       | 219         |             |
| 1971.       | 227         |             |
| 1981.       | 299         |             |
| 1991.       | 387         |             |